# Station Waulsort-Dorp
Station Waulsort-Dorp is een voormalige spoorweghalte langs spoorlijn 154 (Namen - Givet (F)) in Waulsort, een deelgemeente van de gemeente Hastière.

## Geschiedenis
Station Waulsort-Dorp werd in 1891 door de Compagnie du Nord – Belge als toegangsmiddel voor het centrum van Waulsort geopend. Station Waulsort (1871-1923) lag 1km in het noorden. In 1923, besloot de Nord - Belge de sluiting van het oud station Waulsort. Waulsort-Dorp heet Waulsort sinds 1926. Het werd in 1988 gesloten samen met alle stations tussen Dinant en Givet.

## Reizigerstellingen
De grafiek en tabel geven het gemiddeld aantal instappende reizigers weer op een week-, zater- en zondag.
| Tabel: aantal instappende reizigers station Waulsort | Tabel: aantal instappende reizigers station Waulsort | Tabel: aantal instappende reizigers station Waulsort | Tabel: aantal instappende reizigers station Waulsort |
|                                                      | Weekdag                                              | Zaterdag                                             | Zondag                                               |
| ---------------------------------------------------- | ---------------------------------------------------- | ---------------------------------------------------- | ---------------------------------------------------- |
| 1977                                                 | 56                                                   | 33                                                   | 22                                                   |
| 1978                                                 | 47                                                   | 24                                                   | 25                                                   |
| 1979                                                 | 62                                                   | 31                                                   | 30                                                   |
| 1980                                                 | 53                                                   | 24                                                   | 29                                                   |
| 1981                                                 | 60                                                   | 35                                                   | 28                                                   |
| 1982                                                 | 53                                                   | 15                                                   | 35                                                   |
| 1983                                                 | 49                                                   | 12                                                   | 9                                                    |
| 1984                                                 | 50                                                   | 13                                                   | 12                                                   |
| 1985                                                 | 32                                                   | 7                                                    | 2                                                    |

0,0: Namen ·
3,0: Jambes ·
4,8: Velaine ·
7,6: Dave-Nord ·
10,8: Tailfer ·
12,8: Profondeville ·
14,0: Lustin ·
17,0: Godinne ·
20,1: Yvoir ·
21,8: Houx ·
25,8: Bouvignes-sur-Meuse ·
28,0: Dinant ·
29,5: Neffe ·
36,4: Waulsort ·
36,4: Waulsort-Dorp ·
41,8: Hastière ·
44,2: Hermeton-sur-Meuse ·
46,1: Heer-Agimont